# Lago Ritsa
O lago Ritsa (em abecásio, Риҵа, em georgiano:  რიწა, em russo:  Рица), está localizado na parte norte da Geórgia, na Cordilheira do Cáucaso, é cercado por montanhas com florestas mistas e vegetação subalpina. Sua água é fria e clara. É rodeado por montanhas com altitudes de 2200 a 3500 m.
Em 1930, uma reserva natural foi criada para proteger a paisagem montanhosa única. A reserva cobre uma área de 16 289 hectares.